# Colton Osorio
Colton Osorio (Lowell, Massachusetts, 17 de abril de 2009) es un actor colomboestadounidense, conocido por aparecer en series de televisión y películas como Kevin Can Wait (2017), Daddy's Home 2 (2017), Castle Rock (2018), Luce (2019), y One Piece (2023).

## Biografía y carrera
Osorio nació en Estados Unidos de padres colombianos, y creció en Lowell, Massachusetts.
Inició su carrera trabajando como modelo para marcas como Puma, Nike y The Children's Place antes de hacer su debut televisivo. En 2017 participa en la serie Kevin Can Wait como un chico hispano, y ese mismo año aparece en Daddy's Home 2 en un papel extra. En 2018 aparece en la serie de televisión Castle Rock, luego de eso obtiene su primer personaje con nombre en la serie God Friended Me como Matty, y en The Finest como Jade. En 2019 apareció en la cinta Luce del director Julius Onah, y junto a Naomi Watts y Octavia Spencer.
Entre sus otros proyectos están Love Life (2020), NOS4A2 (2020), Sesame Street (2020) como Colton, New Amsterdam (2021) como Raffi, Law & Order: Special Victims Unit (2021) como Felipe y Cha Cha Real Smooth (2022) como Rodrigo.
En 2023 interpretó a la versión joven del personaje Monkey D. Luffy en la serie de Netflix One Piece, basada en el manga homónimo.

## Filmografía

### Televisión
| Año  | Título                            | Rol                   | Notas |
| ---- | --------------------------------- | --------------------- | ----- |
| 2017 | Kevin Can Wait                    | Chico                 |       |
| 2018 | Castle Rock                       | Nose Picker           |       |
| 2018 | God Friended Me                   | Matty                 |       |
| 2018 | The Finest                        | Jade                  |       |
| 2020 | Love Life                         | Boy Her Age           |       |
| 2020 | NOS4A2                            | Barbershop Quarter    |       |
| 2020 | Sesame Street                     | Colton                |       |
| 2021 | New Amsterdam                     | Raffi                 |       |
| 2021 | Law & Order: Special Victims Unit | Felipe                |       |
| 2023 | One Piece                         | Joven Monkey D. Luffy |       |

### Cine
| Año  | Título              | Rol          | Notas |
| ---- | ------------------- | ------------ | ----- |
| 2017 | Daddy's Home        | Niño pequeño |       |
| 2019 | Luce                | Niño pequeño |       |
| 2022 | Cha Cha Real Smooth | Rodrigo      |       |